# カルーゴ
カルーゴ（伊: Carugo）は、イタリア共和国ロンバルディア州コモ県にある、人口約6,600人の基礎自治体（コムーネ）。

## 地理

### 位置・広がり
コモ県南東部、ブリアンツァ地方のコムーネ。県都コモから南東へ14km、モンツァから北北西へ15km、ミラノから北へ27kmの距離にある。

#### 隣接コムーネ
隣接するコムーネは以下の通り。MBはモンツァ・エ・ブリアンツァ県所属。
- インヴェリーゴ - 北
- アロージオ - 北東
- ジュッサーノ (MB) - 南東
- マリアーノ・コメンセ - 南西
- ブレンナ - 北西

### 地震分類
イタリアの地震リスク階級 (it) では、4 に分類される
。

## 町政
- 町長: ダニエーレ・コロンボ (Daniele Colombo) - 2019-05-27より

## 教育

### 幼稚園
- 私立
  - バンビン・イエス幼稚園

### 小学校
- 「11月4日」総合的な学校
  - カルーゴ小学校

### 中学校
- 「11月4日」総合的な学校
  - ジューリョ・サルヴァドーリ中学校

## 交通

### 鉄道
- ミラノ＝アッソ線（イタリア語版）
  - カルーゴ駅（イタリア語版）

### 道路
- コモ県道SP32号

### 路線バス
- ASFアウトリネーバス (ASF Autolinee)
  - C45線 (コモ - インヴェリーゴ - カントゥ)